# Orquestra Sinfônica Jovem de Toronto
A Orquestra Sinfônica Jovem de Toronto é uma orquestra para jovens com 22 anos ou menos. Basea-se em Toronto, Canadá.
Fundada em 1974 por Victor Feldbrill, a orquestra é parceira da Orquestra Sinfônica de Toronto a mais de 30 anos. A orquestra já trabalhou com maestros e artistas renomados, como Midori, Yo-Yo Ma, Wynton Marsalis, Emmanuel Pahud, Richard Stolzman, Jukka-Pekka Saraste, Gunther Herbig e Sir Andrew Davis.
A Orquestra realiza extensas turnês internacionais e domésticas. Em 1999 a orquestra representou o Canadá no Festival Internacional de Jovens Orquestras. Nessa época a orquestra realizou mais turnês, pela Europa, Japão, Califórnia, Massachusetts, Texas e pelos Territórios Árticos Canadenses.